# شجاع (أغنية)
«شجاع» هي أول أغنية في الألبوم السادس للمغني ومؤلف الأغناني جوش غروبان، والألبوم بعنوان «كل ما له صدى».

## خلفية
في 12 ديسمبر 2012، تم الإعلان عن صدور أغنية «شجاع» منفردة في الأسبوع الذي تلى هذا التاريخ، تحديدًا في 18 ديسمبر 2012.